# Lapptjärnen (Ströms socken, Jämtland, 710233-145723)
Lapptjärnen är en sjö i Strömsunds kommun i Jämtland och ingår i Indalsälvens huvudavrinningsområde. Lapptjärnen ligger i Kullflon-Nyflon Natura 2000-område.